# Grudzień 2008 w sporcie

## 11 grudnia2008
Polski kajakarz Adam Seroczyński został zdyskwalifikowany przez Międzynarodowy Komitet Olimpijski i pozbawiony czwartego miejsca w kajakowym wyścigu K2 na Letnich Igrzyskach Olimpijskich w Pekinie. (Onet.pl, Decyzja komitetu dyscyplarnego MKOl)